# Preben Isaksson
Preben Isaksson (født 22. januar 1943 i København, død 27. september 2008 i Greve) var en dansk cykelrytter. Han vandt bronzemedalje i Sommer-OL 1964 og var med til at vinde en femteplads i holdforfølgelsesløb ved samme lege.